# 다롄 그린랜드 센터
다롄 그린랜드 센터(중국어: 大连綠地中心 대련녹지중심[*], 영어: Dalian Greenland Center)는 중국 랴오닝성 다롄시에 보류중인 마천루 건물이다. 그린랜드 그룹의 다롄 지사 사옥으로 건설되며, 지상 85층, 518m의 마천루이다. 여담으로 서울특별시에서 487.7km 떨어져있다.

## 같이 보기
- 마천루 목록
- 아시아의 마천루 목록
- 중화인민공화국의 마천루 목록
- 우한 그린랜드 센터
- 지펑 타워